# Mevas Bank
Die Mevas Bank (chinesisch 豐明銀行) ist eine Bank mit Hauptsitz in Hongkong. Sie ist eine hundertprozentige Tochtergesellschaft der Dah Sing Financial Holdings Limited. Früher bekannt als D.A.H. Private Bank Limited (chinesisch 安新私人銀行有限公司). Sie hatte im Jahr 2009 eine Bilanzsumme von 4,4 Milliarden Hongkong-Dollar.
Im September 2000 übernahm die Dah Sing Bank die Minderheitsanteile in die D.A.H. Private Bank Limited (DAHP). Darauf folgend übertrug sie ihr Privatkundengeschäft einschließlich Darlehen und Spareinlagen von der DAHP zu der Dah Sing Bank.
Am 2. März 2001 wurde DAHP offiziell in Mevas Bank Limited umbenannt.
SWIFT Code: MEVBHKKW